# Народна република Мозамбик
Народна република Мозамбик (на португалски: República Popular de Moçambique) е официалното название на Мозамбик в периода 1975 – 1990.

## История
Провъзгласена е за Народна република от Фронта за освобождение на Мозамбик (ФОМ), което довежда до кървава гражданска война до 1992 г. с Мозамбикската национална съпротива (МНС), финансирани от Родезия.
Страната е изключително близка с Народна република Ангола и СССР.